# Србија на Летњим олимпијским играма 2012.
Србија је на Олимпијским играма у Лондону 2012. учествовала трећи пут као самостална земља. Први наступ Србије је био на првом званичном учествовању на Олимпијским играма у Стокхолму 1912.
Заставу Србије на церемонији отварања је носио Новак Ђоковић, освајач бронзане медаље на Олимпијским играма у Пекингу 2008. и бивши први тенисер света, а затварања олимпијска победница у теквондоу Милица Мандић.
Церемонији свечаног отварања присуствовао је и председник Србије Томислав Николић.
Боје Србије на Олимпијским играма у Лондону 2012. бранило је 116 спортиста у 15 спортова, 12 појединачних и 3 екипна, а у олимпијском тиму се налазило 80 спортиста и 36 спортисткиња. По први пут у историји Србија је имала представнике у теквондоу, те штафету у пливању и мешовите парове у тенису.
Србија је освојила укупно 4 медаље. По једну златну, сребрну и две бронзане, заузевши тако 42. место у укупном поретку. Милица Мандић је постала прва олимпијска шампионка из независне Србије, што је уједно била и прва медаља икада за српске спортисте у теквондоу. Ивана Максимовић, репрезентативка у стрељаштву, је освојила јубиларну стоту олимпијску медаљу за Олимпијски комитет Србије, рачунајући и JOK и ОКСЦГ.

## Освајачи медаља
|    | Медаља | Олимпијац | Спорт      | Дисциплина                |
| 1. | Злато  | Милица Мандић | Теквондо   | Преко 67 кг               |
| 1. | Сребро | Ивана Максимовић | Стрељаштво | МК пушка тростав 50м      |
| 1. | Бронза | Андрија Златић | Стрељаштво | Ваздушни пиштољ 10 метара |
| 2. | Бронза | Ватерполо репрезентација Слободан Соро Алекса Шапоњић Живко Гоцић Вања Удовичић Душан Мандић Душко Пијетловић Слободан Никић Милан Алексић Никола Рађен Филип Филиповић Андрија Прлаиновић Стефан Митровић Гојко Пијетловић | Ватерполо  | Мушкарци                  |

## Занимљивости
- Најмлађи члан српског олимпијског тима је ватерполиста Душан Мандић са 18 година (рођен 1994), а најстарија је Јасна Шекарић са 47 година (рођена 1965);
- Србија има један од најмлађих састава на играма, а просечан број година свих српских спортиста је 26,57;
- Јасна Шекарић је и рекордерка по броју наступа на Олимпијским играма — ово су јој 7. игре у низу јер је учествовала на свим играма од Сеула 1988. до Лондона 2012. Јасну прати атлетичар Драгутин Топић са 6 узастопних учешћа;
- Србија по први пут има такмичаре у теквондоу на Олимпијским играма. Реч је о тројцу Милица Мандић, Драгана Гладовић и Дамир Фејзић;
- По први пут Србија има и олимпијску пливачку штафету, реч је о екипи која ће пливати на 4x100 метара слободним стилом;
- Супруга српског стрелца Дамира Микеца Мелиса (такође стрелкиња) у Лондону се такмичи под заставом своје родне земље Салвадора;
- У српском олимпијском тиму налази се и један брачни пар. Реч је о атлетичарима Драгутину и Биљани Топић;
- У атлетици (брзо ходање) такмиче се и браћа близанци Предраг и Ненад Филиповић. Кајакашице Николина и Оливера Молдован су такође рођене сестре, одбојкаши Никола и Урош Ковачевић су рођена браћа, баш као и њихови колеге Саша и Сања Старовић;
- Церемонији свечаног отварања Олимпијских игара 27. јула присуствовао је и председник Републике Србије Томислав Николић, као и председник Олимпијског комитета Србије Владе Дивац.

## Учесници по спортовима
| Спорт        | Мушкарци | Жене | Укупно |
| ------------ | -------- | ---- | ------ |
| Атлетика     | 7        | 7    | 14     |
| Бициклизам   | 2        | 0    | 2      |
| Бокс         | 1        | 0    | 1      |
| Ватерполо    | 13       | 0    | 13     |
| Веслање      | 6        | 0    | 6      |
| Кајак и кану | 6        | 6    | 12     |
| Одбојка      | 12       | 12   | 24     |
| Пливање      | 6        | 2    | 8      |
| Рвање        | 1        | 0    | 1      |
| Рукомет      | 14       | 0    | 14     |
| Стони тенис  | 2        | 0    | 2      |
| Стрељаштво   | 3        | 5    | 8      |
| Теквондо     | 1        | 2    | 3      |
| Тенис        | 4        | 2    | 6      |
| Џудо         | 1        | 0    | 1      |
| 15 спортова  | 79       | 36   | 115    |

## Атлетика
На такмичењима у атлетици у свакој дисциплини максимално могу да учествују по три такмичара, и то максимум 3 атлетичара са А нормом, односно максимално 1 атлетичар са Б нормом по дисциплини.
Закључно са 18. јуном 2012. укупно 14 српских атлетичара има испуњену норму за Олимпијске игре.

### Мушкарци
| Атлетичар         | Дисциплина    | Лични рекорд | Група        | Група        | Четвртфинале | Четвртфинале | Полуфинале | Полуфинале | Финале                 | Финале                 | Детаљи | Напомена |
| Атлетичар         | Дисциплина    | Лични рекорд | Резултат     | Место        | Резултат     | Место        | Резултат   | Место      | Резултат               | Место                  | Детаљи | Напомена |
| ----------------- | ------------- | ------------ | ------------ | ------------ | ------------ | ------------ | ---------- | ---------- | ---------------------- | ---------------------- | ------ | -------- |
| Ненад Филиповић   | 50 км ходање  | 3:59:17      |              |              |              |              |            |            | Није завршио такмичење | Није завршио такмичење |        | [ а ]    |
| Асмир Колашинац   | Бацање кугле  | 20,85        | 20,44 КВ     | 8. у гр. Б   |              |              |            |            | 20,71                  | 7. / 40                |        | А норма  |
| Предраг Филиповић | 20 км ходање  | 1:21:50      |              |              |              |              |            |            | 1:27,22                | 48. /48 (56)           |        | Б норма  |
| Емир Бекрић       | 400 м препоне | 49,37        |              |              | 49,21 КВ НР  | 2 у гр. 3    | 49,62      | 4. у пф 2  | Није се пласирао       | 14./46 (50)            |        | A норма  |
| Дарко Живановић   | Маратон       | 2:17:10      |              |              |              |              |            |            | Није завршио такмичење | Није завршио такмичење |        | Б норма  |
| Драгутин Топић    | Скок увис     | 2,38         | Нема пласман | Нема пласман |              |              |            |            | Није се пласирао       | Није се пласирао       |        | Б норма  |

| Десетобој     | Дисциплина     | Михаил Дудаш   | Михаил Дудаш           | Михаил Дудаш           | Михаил Дудаш           |
| Десетобој     | Дисциплина     | Резултат       | Бодова                 | Поз.                   | Напомена               |
|               | 100 м          | 10,90          | 883                    | 13.                    |                        |
| Скок удаљ     | 7,53           | 942            | 7.                     |                        |                        |
| Кугла         | 13,76          | 714            | 23.                    |                        |                        |
| Скок увис     | 1,96           | 767            | 18.                    |                        |                        |
| 400 м         | Није стартовао | Није стартовао | Није стартовао         |                        |                        |
| 110 м препоне | Није стартовао | Није стартовао | Није стартовао         |                        |                        |
| Диск          | Одустао        | Одустао        | Одустао                |                        |                        |
| Скок с мотком | —              | —              | —                      |                        |                        |
| Копље         | —              | —              | —                      |                        |                        |
| 1500 м        | —              | —              | —                      |                        |                        |
| Укупно        | -              | -              | Није завршио такмичење | Није завршио такмичење | Није завршио такмичење |

Михаил Дудаш није завршио такмичење због здравствених проблема.

### Жене
| Атлетичарка       | Дисциплина   | Група    | Група  | Четвртфинале | Четвртфинале | Полуфинале        | Полуфинале        | Финале            | Финале            | Детаљи  | Напомена |
| Атлетичарка       | Дисциплина   | Резултат | Место  | Резултат     | Место        | Резултат          | Место             | Резултат          | Место             | Детаљи  | Напомена |
| ----------------- | ------------ | -------- | ------ | ------------ | ------------ | ----------------- | ----------------- | ----------------- | ----------------- | ------- | -------- |
| Драгана Томашевић | Бацање диска | 60,53    | 19./35 |              |              |                   |                   | Није се пласирала | Није се пласирала |         | А норма  |
| Ивана Шпановић    | Скок удаљ    | 6,41     | 11./30 |              |              |                   |                   | 6,31              | 11.               |         | Б норма  |
| Биљана Топић      | Троскок      | 13,66    | 25./35 |              |              |                   |                   | Није се пласирала | Није се пласирала |         | Б норма  |
| Татјана Јелача    | Бацање копља | 57,09    | 26./42 |              |              |                   |                   | Није се пласирала | Није се пласирала |         | Б норма  |
| Оливера Јевтић    | Маратон      |          |        |              |              |                   |                   | -                 | -                 |         | А норма  |
| Ана Суботић       | Маратон      |          |        |              |              |                   |                   | 2:38:33           | 71.               | А норма |          |
| Марина Мунћан     | 1.500 м      |          |        | 4:11,25      | 21./6        | Није се пласирала | Није се пласирала | Није се пласирала | Није се пласирала |         | Б норма  |

## Бициклизам
| Бициклиста  | Дисциплина   | Време   | Пласман      | Детаљи |
| ----------- | ------------ | ------- | ------------ | ------ |
| Иван Стевић | Друмска трка | 5:46:37 | 54/110 (144) |        |
| Габор Каса* | Друмска трка | —       | —            |        |

- Габор Каса је завршио трку, али нема резултат и пласман, јер је прекорачио време одређено пропозицијама.

## Бокс
| Александар Дреновак | Средња (до 75 кг) | М. Делгадо Поб 13 : 12 | А. Киличи Изг 11:20 | Није се пласирао | Није се пласирао | Није се пласирао | Није се пласирао | Није се пласирао | Није се пласирао |

## Ватерполо
- Мушка ватерполо репрезентација Србије (13 ватерполиста) -

Састав репрезентације
| №  | Име                | Поз. | Висина | Тежина | Датум рођења        | Клуб у 2012.   |
| -- | ------------------ | ---- | ------ | ------ | ------------------- | -------------- |
| 1  | Слободан Соро      | Г    | 1,96 м | 100 кг | 23. децембар 1978.  | ВК Партизан    |
| 2  | Алекса Шапоњић     | О    | 2,05 м | 92 кг  | 4. јун 1992.        | ЦА Голден Берс |
| 3  | Живко Гоцић        | О    | 1,93   | 100 кг | 22. август 1982.    | ВК Солнок      |
| 4  | Вања Удовичић      | ЦБ   | 1,95 м | 102 кг | 12. септембар 1982. | ХАВК Младост   |
| 5  | Душан Мандић       | О    | 1,90 м | 91 кг  | 16. јун 1994.       | ВК Партизан    |
| 6  | Душко Пијетловић   | Н    | 1,86   | 95 кг  | 25. април 1985.     | ВК Про Реко    |
| 7  | Слободан Никић     | Н    | 1,96 м | 94 кг  | 25. јануар 1983.    | ВК Камољи      |
| 8  | Милан Алексић      | ЦБ   | 1,97 м | 100 кг | 13. мај 1986.       | ВК Солнок      |
| 9  | Никола Рађен       | ЦБ   | 1,95 м | 103 кг | 29. јануар 1985.    | ВК Хиос        |
| 10 | Филип Филиповић    | О    | 1,97 м | 100 кг | 2. мај 1987.        | ВК Про Реко    |
| 11 | Андрија Прлаиновић | О    | 1,87 м | 94 кг  | 28. април 1987.     | ВК Про Реко    |
| 12 | Стефан Митровић    | О    | 1,94 м | 85 кг  | 29. март 1988.      | ВК Партизан    |
| 13 | Гојко Пијетловић   | Г    | 1,94 м | 100 кг | 7. август 1983.     | ВК Ференцварош |

Селектор: Дејан Удовичић

#### Група Б
| 29. јул 2012. 15:30 | Извештај | Мађарска                                     | 10 : 14 | Србија       | Ватерполо арена |
| 29. јул 2012. 15:30 | Извештај | Резултати по четвртинама: 2–2, 1–3, 3–5, 4–4 |         |              | Ватерполо арена |
| 29. јул 2012. 15:30 | Извештај | Де. Варга, Да. Варга, Мадараш 2              | Стрелци | Прлаиновић 5 | Ватерполо арена |

| 31. јул 2012. 18:20 | Извештај | Србија                                       | 21 : 7  | Уједињено Краљевство | Ватерполо арена |
| 31. јул 2012. 18:20 | Извештај | Резултати по четвртинама: 3–3, 7–1, 6–1, 5–2 |         |                      | Ватерполо арена |
| 31. јул 2012. 18:20 | Извештај | Прлаиновић 5                                 | Стрелци | Фајџес 3             | Ватерполо арена |

| 2. август 14:10 | Извештај | Црна Гора                                    | 11 : 11 | Србија       | Ватерполо арена |
| 2. август 14:10 | Извештај | Резултати по четвртинама: 1:3, 2:1, 5:4, 3:3 |         |              | Ватерполо арена |
| 2. август 14:10 | Извештај | Ивовић 3                                     | Стрелци | Прлаиновић 5 | Ватерполо арена |

| 4. август 19:40 | Извештај | Србија                                       | 11 : 6  | Сједињене Државе | Ватерполо арена |
| 4. август 19:40 | Извештај | Резултати по четвртинама: 4–1, 1–2, 3–1, 3–2 |         |                  | Ватерполо арена |
| 4. август 19:40 | Извештај | Удовичић 3                                   | Стрелци | Бејли 2          | Ватерполо арена |

| 6. август 14:10 | Извештај | Румунија                                     | 4 : 12  | Србија            | Ватерполо арена |
| 6. август 14:10 | Извештај | Резултати по четвртинама: 0–3, 1–3, 0–4, 3–2 |         |                   | Ватерполо арена |
| 6. август 14:10 | Извештај | четири играча 1                              | Стрелци | Никић, Митровић 3 | Ватерполо арена |

| Репрезентација       | ОУ | П | Н | И | ДГ | ПГ | РГ  | Бод |
| -------------------- | -- | - | - | - | -- | -- | --- | --- |
| Србија               | 5  | 4 | 1 | 0 | 69 | 38 | +31 | 9   |
| Црна Гора            | 5  | 3 | 1 | 1 | 54 | 41 | +13 | 7   |
| Мађарска             | 5  | 3 | 0 | 2 | 65 | 52 | +13 | 6   |
| Сједињене Државе     | 5  | 3 | 0 | 2 | 43 | 44 | -1  | 6   |
| Румунија             | 5  | 1 | 0 | 4 | 48 | 55 | -7  | 2   |
| Уједињено Краљевство | 5  | 0 | 0 | 5 | 28 | 77 | -49 | 0   |

### Четвртфинале
| 8. август 2012. 15:50 | Извештај | Аустралија                                   | 8 : 11  | Србија      | Ватерполо арена |
| 8. август 2012. 15:50 | Извештај | Резултати по четвртинама: 3–2, 4–2, 1–2, 0–5 |         |             | Ватерполо арена |
| 8. август 2012. 15:50 | Извештај | Кембел, Бидсворт 2                           | Стрелци | Филиповић 3 | Ватерполо арена |

### Полуфинале
| 10. август 2012. 19:50 | Извештај | Србија                                       | 7 : 9   | Италија | Ватерполо арена |
| 10. август 2012. 19:50 | Извештај | Резултати по четвртинама: 2:4, 2:2, 1:2, 2:1 |         |         | Ватерполо арена |
| 10. август 2012. 19:50 | Извештај | Удовичић 3                                   | Стрелци | Гало 3  | Ватерполо арена |

### Утакмица за треће место
| 12. август 2012. 14:30 | Извештај | Србија                                       | 12 : 11 | Црна Гора | Ватерполо арена |
| 12. август 2012. 14:30 | Извештај | Резултати по четвртинама: 3:2, 1:3, 4:5, 4:1 |         |           | Ватерполо арена |
| 12. август 2012. 14:30 | Извештај | Филиповић 3                                  | Стрелци | Ивовић 3  | Ватерполо арена |

## Веслање

### Мушкарци
| Веслач                                             | Дисциплина        | Квалификације | Квалификације              | Репесаж | Репесаж | Полуфинале | Полуфинале | Финале  | Финале       | Детаљи |
| Веслач                                             | Дисциплина        | Време         | Место                      | Време   | Место   | Време      | Место      | Време   | Место        | Детаљи |
| -------------------------------------------------- | ----------------- | ------------- | -------------------------- | ------- | ------- | ---------- | ---------- | ------- | ------------ | ------ |
| Никола Стојић Ненад Беђик                          | двојац без кор.   | 6:23,87       | 1. група 5. стаза 4. место | 6:26,61 | 2. КВ   | 7:07,78    | 6.         | -       | B финале 12. |        |
| Милош Васић Радоје Ђерић Миљан Вуковић Горан Јагар | четверац без кор. | 5:53,35       | 5.                         | 6:01,97 | 1. КВ   | 6:07,41    | 6 КВ       | 6:11,94 | B финале 10. |        |

## Кајак и кану

### Мушкарци
| Кајакаш                                                     | Дисциплина  | Група    | Група | Полуфинале | Полуфинале | Финале            | Финале            | Детаљи |
| Кајакаш                                                     | Дисциплина  | Време    | Место | Време      | Место      | Време             | Место             | Детаљи |
| ----------------------------------------------------------- | ----------- | -------- | ----- | ---------- | ---------- | ----------------- | ----------------- | ------ |
| Марко Новаковић                                             | К-1 200 м   | 35,212   | 2 КВ  | 36,293     | 3 КВ       | 37,094            | 7.                |        |
| Марко Томићевић                                             | К-1 1.000 м | 3:30,693 | 2 КВ  | 3:43,589   | 2 КВ       | 3:30,754          | 10.               |        |
| Ервин Холперт Александар Алексић Миленко Зорић Дејан Терзић | К-4 1.000 м | 3:21,437 | 5 КВ  | 2:56,346   | 7.         | Нису се пласирали | Нису се пласирали |        |

### Жене
| Кајакаш                                                     | Дисциплина | Група    | Група | Полуфинале | Полуфинале | Финале            | Финале            | Детаљи |
| Кајакаш                                                     | Дисциплина | Време    | Место | Време      | Место      | Време             | Место             | Детаљи |
| ----------------------------------------------------------- | ---------- | -------- | ----- | ---------- | ---------- | ----------------- | ----------------- | ------ |
| Николина Молдован                                           | К-1 200 м  | 42.383   | 3 КВ  | 42.394     | 4 КВ       | 45.064            | 11.               |        |
| Николина Молдован Оливера Молдован                          | К-2 500 м  | 1:44,335 | 3 КВ  | 1:43,586   | 3 КВ       | 1:48,941          | 8.                |        |
| Антонија Нађ Антонија Хорват Панда Рената Кубик Марта Тибор | К-4 500 м  | 1:40,756 | 5 КВ  | 1:33,823   | 7.         | Нису се пласирале | Нису се пласирале |        |

## Одбојка

### Жене
- Женска одбојкашка репрезентација - 12 играчица

Састав репрезентације
| №  | Име                      | Поз.           | Висина | Датум рођења        | Клуб у 2012.    |
| -- | ------------------------ | -------------- | ------ | ------------------- | --------------- |
| 2  | Јована Бракочевић        | коректор       | 1,96 м | 5. март 1988.       | ЈТ Марвелос     |
| 3  | Ивана Ђерисило           | примач сервиса | 1,88 м | 8. август 1983.     | Урбино Волеј    |
| 4  | Бојана Живковић          | техничар       | 1,85 м | 29. март 1988.      | Волеро Цирих    |
| 5  | Наташа Крсмановић        | средњи блокер  | 1,88 м | 19. јун 1985.       | Рабита Баку     |
| 7  | Бранкица Михајловић      | примач сервиса | 1,89 м | 13. април 1991.     | Волеро Цирих    |
| 9  | Јована Весовић           | примач сервиса | 1,82 м | 21. јун 1987.       | Томис Констанца |
| 10 | Маја Огњеновић (капитен) | техничар       | 1,83 м | 6. август 1984.     | Волеј Модена    |
| 11 | Стефана Вељковић         | средњи блокер  | 1,90 м | 9. јануар 1990.     | Асистел Новара  |
| 16 | Милена Рашић             | средњи блокер  | 1,93 м | 25. октобар 1990.   | Кан             |
| 18 | Сузана Ћебић             | либеро         | 1,67 м | 11. септембар 1984. | Сухи            |
| 19 | Сања Старовић            | коректор       | 1,95 м | 25. март 1983.      | Рабита Баку     |
| 20 | Јелена Благојевић        | примач сервиса | 1,81 м | 1. децембар 1988.   | Волеј Урбино    |

Селектор: Зоран Терзић
Група Б
| Датум     | Време | Утакмица                        | Резултат | Сет   | Сет   | Сет   | Сет   | Сет   | Укупно поена | Укупно поена | Трајање | Глед.  | Детаљи    |
| Датум     | Време | Утакмица                        | Резултат | 1     | 2     | 3     | 4     | 5     | Укупно поена | Укупно поена | Трајање | Глед.  | Детаљи    |
| --------- | ----- | ------------------------------- | -------- | ----- | ----- | ----- | ----- | ----- | ------------ | ------------ | ------- | ------ | --------- |
| 28. јул   | 11:30 | Кина - Србија                   | 3:1      | 16:25 | 25:18 | 25:13 | 25:12 | -     | 91           | 68           | 1:31    | 13.000 | Детаљи    |
| 28. јул   | 20:00 | Сједињене Државе - Јужна Кореја | 3:1      | 25:19 | 25:17 | 20:25 | 25:21 | -     | 95           | 82           | 1:54    | 14.000 | Детаљи    |
| 28. јул   | 22:00 | Бразил - Турска                 | 3:2      | 25:18 | 23:25 | 25:19 | 25:27 | 15:12 | 113          | 101          | 2:09    | 8.000  | Детаљи    |
| 30. јул   | 9:30  | Кина - Турска                   | 3:1      | 25:20 | 25:20 | 29:31 | 25:22 | -     | 104          | 93           | 1:53    | 10.500 | Детаљи    |
| 30. јул   | 11:30 | Србија - Јужна Кореја           | 1:3      | 12:25 | 16:25 | 25:16 | 21:25 | -     | 74           | 91           | 1:39    | 7.500  | Детаљи    |
| 30. јул   | 16:45 | Сједињене Државе - Бразил       | 3:1      | 25:18 | 25:17 | 22:25 | 25:21 | -     | 97           | 81           | 1:55    | 15.000 | Детаљи    |
| 1. август | 14:45 | Србија - Турска                 | 0:3      | 20:25 | 12:25 | 21:25 | -     | -     | 53           | 75           |         |        | [ Детаљи] |
| 1. август | 20:00 | Сједињене Државе - Кина         | 3:0      | 26:24 | 25:16 | 31:29 | -     | -     | 82           | 69           |         |        | [ Детаљи] |
| 1. август | 22:00 | Бразил - Јужна Кореја           | 0:3      | 23:25 | 21:25 | 21:25 | -     | -     | 65           | 75           |         |        | [ Детаљи] |
| 3. август | 9:30  | Бразил - Кина                   | 3:2      | 25:15 | 20:25 | 25:18 | 28:30 | 15:10 | 113          | 99           |         |        | [ Детаљи] |
| 3. август | 14:45 | Турска - Јужна Кореја           | 3:2      | 25:16 | 21:25 | 25:18 | 19:25 | 15:12 | 105          | 96           |         |        | [ Детаљи] |
| 5. август | 20:00 | Сједињене Државе - Србија       | 3:0      | 25:17 | 25:20 | 25:16 | -     | -     | 75           | 53           |         |        | [ Детаљи] |
| 5. август | 11:30 | Кина - Јужна Кореја             | 3:2      | 28:26 | 22:25 | 25:19 | 22:25 | 15:10 | 112          | 105          |         |        | [ Детаљи] |
| 5. август | 20:00 | Сједињене Државе - Турска       | 3:0      | 27:25 | 25:16 | 25:19 | -     | -     |              |              |         |        | [ Детаљи] |
| 5. август | 22:00 | Бразил - Србија                 | 3:0      | 25:10 | 25:22 | 25:16 | -     | -     | 75           | 48           |         |        | [ Детаљи] |

| Бр | Репрезентација   | Утакмице | Утакмице | Утакмице | Сетови | Сетови   | Сетови       | Поени      | Поени      | Поени         | Бодови |
| Бр | Репрезентација   | играли   | добили   | изгубили | добили | изгубили | Сет Количник | пос. поени | изг. поени | Поен количник | Бодови |
| -- | ---------------- | -------- | -------- | -------- | ------ | -------- | ------------ | ---------- | ---------- | ------------- | ------ |
| 1  | Сједињене Државе | 5        | 5        | 0        | 15     | 2        | 7,5          | 426        | 345        | 1,235         | 15     |
| 2  | Кина             | 5        | 3        | 2        | 11     | 10       | 1,100        | 475        | 461        | 1,030         | 9      |
| 3  | Јужна Кореја     | 5        | 2        | 3        | 11     | 10       | 1,100        | 449        | 452        | 0,993         | 8      |
| 4  | Бразил           | 5        | 3        | 2        | 10     | 10       | 1,000        | 447        | 420        | 1,064         | 7      |
| 4  | Турска           | 5        | 2        | 3        | 9      | 11       | 0,818        | 434        | 443        | 0,980         | 6      |
| 6  | Србија           | 5        | 0        | 5        | 2      | 15       | 0,133        | 297        | 407        | 0,730         | 0      |

### Мушкарци
- Мушка одбојкашка репрезентација - 12 играча

Састав репрезентације
| №  | Име                     | Поз.           | Висина | Датум рођења        | Клуб у 2012.    |
| -- | ----------------------- | -------------- | ------ | ------------------- | --------------- |
| 1  | Никола Ковачевић        | примач сервиса | 1,93 м | 14. фебруар 1983.   | Нижњи Новгород  |
| 2  | Урош Ковачевић          | примач сервиса | 1,97 м | 6. мај 1993.        | Волеј           |
| 4  | Бојан Јанић (капитен)   | примач сервиса | 1,98 м | 11. март 1982.      | Факел           |
| 5  | Владо Петковић          | техничар       | 1,98 м | 6. јануар 1983.     | Умбриа Волеј    |
| 7  | Драган Станковић        | средњи блокер  | 2,05 м | 18. октобар 1985.   | Лубе Мачерата   |
| 10 | Милош Никић             | примач сервиса | 1,94 м | 31. март 1986.      | Параволо Габећа |
| 11 | Михајло Митић           | техничар       | 2,01 м | 17. септембар 1990. | Црвена звезда   |
| 12 | Милан Рашић             | средњи блокер  | 2,05 м | 2. фебруар 1985.    | Волеј           |
| 14 | Александар Атанасијевић | коректор       | 2,01 м | 4. септембар 1991.  | Скра Белчатов   |
| 15 | Саша Старовић           | коректор       | 2,07 м | 19. октобар 1988.   | Андреоли Латина |
| 18 | Марко Подрашчанин       | средњи блокер  | 2,04 м | 29. август 1987.    | Лубе Мачерата   |
| 19 | Никола Росић            | либеро         | 1,92 м | 5. август 1984.     | Фридрисхафен    |

Селектор: Игор Колаковић
Група Б
| Датум     | Време | Утакмица         | Резултат | Сет   | Сет   | Сет   | Сет   | Сет   | Укупно поена | Укупно поена | Трајање | Глед.  | Детаљи |
| Датум     | Време | Утакмица         | Резултат | 1     | 2     | 3     | 4     | 5     | Укупно поена | Укупно поена | Трајање | Глед.  | Детаљи |
| --------- | ----- | ---------------- | -------- | ----- | ----- | ----- | ----- | ----- | ------------ | ------------ | ------- | ------ | ------ |
| 29. јул   | 11:30 | Русија - Немачка | 3:0      | 31:29 | 25:18 | 25:17 | -     | -     | 81           | 64           | 1:37    | 12.500 | Детаљи |
| 29. јул   | 16:45 | САД - Србија     | 3:0      | 25:17 | 25:22 | 25:21 | -     | -     | 75           | 60           | 1:30    | 12.000 | Детаљи |
| 29. јул   | 22:00 | Бразил - Тунис   | 3:0      | 25:17 | 25:21 | 25:18 | -     | -     | 75           | 56           | 1:21    | 10.000 | Детаљи |
| 31. јул   | 9:30  | Србија - Тунис   | 3:1      | 25:15 | 25:21 | 20:25 | 25:18 | -     | 95           | 79           | 1:39    | 10.500 | Детаљи |
| 31. јул   | 16:45 | САД - Немачка    | 3:0      | 25:23 | 25:16 | 25:20 | -     | -     | 75           | 59           | 1:23    | 13.000 | Детаљи |
| 31. јул   | 22:00 | Бразил - Русија  | 3:0      | 25:21 | 25:23 | 25:21 | -     | -     | 75           | 65           | 1:23    | 14.800 | Детаљи |
| 2. август | 9:30  | Србија - Немачка | 2:3      | 25:22 | 29:27 | 18:25 | 20:25 | 18:20 | 110          | 119          | 2:27    | 14.000 | Детаљи |
| 2. август | 14:45 | Русија - Тунис   | 3:0      | 25:21 | 25:15 | 25:23 | -     | -     | 75           | 59           | 1:24    | 13.000 | Детаљи |
| 2. август | 20:00 | Бразил - САД     | 1:3      | 25:23 | 25:27 | 19:25 | 17:25 | -     | 86           | 100          | 2:06    | 11.500 | Детаљи |
| 4. август | 9:30  | Немачка - Тунис  | 3:0      | 25:15 | 25:16 | 25:16 | -     | -     | 75           | 47           | 1:13    | 11.000 | Детаљи |
| 4. август | 16:45 | Русија - САД     | 3:2      | 27:29 | 19:25 | 26:24 | 25:16 | 15:8  | 112          | 102          | 2:28    | 13.650 | Детаљи |
| 4. август | 22:00 | Бразил - Србија  | 3:2      | 22:25 | 25:15 | 20:25 | 25:22 | 15:9  | 107          | 96           | 2:11    | 11.000 | Детаљи |
| 6. август | 11:30 | Русија - Србија  | 3:0      | 25:15 | 25:20 | 25:17 |       |       | 75           | 52           | 1:17    | 12.000 | Детаљи |
| 6. август | 20:00 | САД - Тунис      | 3:0      | 25:15 | 25:19 | 25:19 |       |       | 75           | 53           | 1:18    | 11.000 | Детаљи |
| 6. август | 22:00 | Бразил - Немачка | 3:0      | 25:21 | 25:22 | 25:19 |       |       | 75           | 62           | 1:31    | 12.000 | Детаљи |

| Бр | Репрезентација   | Утакмице | Утакмице | Утакмице | Сетови | Сетови   | Сетови       | Поени      | Поени      | Поени         | Бодови |
| Бр | Репрезентација   | играли   | добили   | изгубили | добили | изгубили | Сет Количник | пос. поени | изг. поени | Поен количник | Бодови |
| -- | ---------------- | -------- | -------- | -------- | ------ | -------- | ------------ | ---------- | ---------- | ------------- | ------ |
| 1  | Сједињене Државе | 5        | 4        | 1        | 14     | 4        | 3.500        | 427        | 370        | 1.154         | 13     |
| 2  | Бразил           | 5        | 4        | 1        | 13     | 5        | 2.600        | 418        | 379        | 1.103         | 11     |
| 3  | Русија           | 5        | 4        | 1        | 12     | 5        | 2.400        | 408        | 352        | 1.159         | 11     |
| 4  | Немачка          | 5        | 2        | 3        | 6      | 11       | 0.545        | 379        | 388        | 0.977         | 5      |
| 5  | Србија           | 5        | 1        | 4        | 7      | 13       | 0.538        | 413        | 455        | 0.908         | 5      |
| 6  | Тунис            | 5        | 0        | 6        | 1      | 15       | 0.067        | 294        | 395        | 0.744         | 0      |

## Пливање

### Мушкарци
| Пливач                                                         | Дисциплина       | Група      | Група         | Полуфинале           | Полуфинале           | Финале               | Финале  | Детаљи |
| Пливач                                                         | Дисциплина       | Време      | Пласман       | Време                | Пласман              | Време                | Пласман | Детаљи |
| -------------------------------------------------------------- | ---------------- | ---------- | ------------- | -------------------- | -------------------- | -------------------- | ------- | ------ |
| Милорад Чавић                                                  | 100 м делфин     | 51.90      | 5             | 51.66                | 4/16                 | 51.81                | 4.      |        |
| Иван Ленђер                                                    | 100 м делфин     | 52.40      | 18.           | Није се квалификовао | Није се квалификовао | Није се квалификовао | 18/43   |        |
| Велимир Стјепановић                                            | 200 м делфин     | 1:54,99 НР | 1 у гр. 3 КВ  | 1:55,13              | 4 у пф. 2 КВ         | 1:55,07              | 6 / 37  |        |
| Ђорђе Марковић                                                 | 400 м слободно   | 3:55,35    | 8 у гр 2      | Није се квалификовао | Није се квалификовао | Није се квалификовао | 22 / 38 |        |
| Чаба Силађи                                                    | 100 м прсно      | 1:01,95    | 2 у гр. 2     | Није се квалификовао | Није се квалификовао | Није се квалификовао | 31 /44  |        |
| Радован Сиљевски                                               | 200 м слободно   | 1:51,40    | 1. у 2. групи | Није се пласирао     | Није се пласирао     | Није се пласирао     | 32/40   |        |
| Милорад Чавић Радован Сиљевски Иван Ленђер Велимир Стјепановић | 4×100 м слободно | 3:18,79 НР | 13.           | Нису се пласирали    | Нису се пласирали    | Нису се пласирали    | 13/15   |        |

### Жене
| Пливач                | Дисциплина     | Група   | Група   | Полуфинале        | Полуфинале        | Финале            | Финале  | Детаљи |
| Пливач                | Дисциплина     | Време   | Пласман | Време             | Пласман           | Време             | Пласман | Детаљи |
| --------------------- | -------------- | ------- | ------- | ----------------- | ----------------- | ----------------- | ------- | ------ |
| Нађа Хигл             | 200 м прсно    | 2:28,38 | 25      | Није се пласирала | Није се пласирала | Није се пласирала | 25/34   |        |
| Мирослава Најдановски | 50 м слободно  | 26,46   | 42      | Није се пласирала | Није се пласирала | Није се пласирала | 42/73   |        |
| Мирослава Најдановски | 100 м слободно | 57,45   | 35      | Није се пласирала | Није се пласирала | Није се пласирала | 35/48   |        |

## Рвање
| Рвач                  | Дисц.  | Квалификације              | Коло 16            | Четвртфинале       | Полуфинале         | 1. коло репесажа   | 2. коло репесажа   | Финале             | Плас.            | Дет. |
| Рвач                  | Дисц.  | Противник Резултат         | Противник Резултат | Противник Резултат | Противник Резултат | Противник Резултат | Противник Резултат | Противник Резултат | Плас.            | Дет. |
| --------------------- | ------ | -------------------------- | ------------------ | ------------------ | ------------------ | ------------------ | ------------------ | ------------------ | ---------------- | ---- |
| Александар Максимовић | −66 кг | Д. Бајакхметов Изг 0:1 0:1 | Није се пласирао   | Није се пласирао   | Није се пласирао   | Није се пласирао   | Није се пласирао   | Није се пласирао   | Није се пласирао |      |

## Рукомет
- Мушка рукометна репрезентација Србије - 15 рукометаша

Састав репрезентације
| №  | Име                | Поз.        | Висина | Датум рођења       | Клуб у 2012.     |
| -- | ------------------ | ----------- | ------ | ------------------ | ---------------- |
| 1  | Драган Марјанац    | голман      | 1,92 м | 26. фебруар 1985.  | Берн             |
| 5  | Жарко Шешум        | леви бек    | 1,95 м | 16. јун 1986.      | Рајн Некер Левен |
| 6  | Марко Вујин        | десни бек   | 1,97 м | 7. децембар 1984.  | Кил              |
| 7  | Иван Никчевић      | лево крило  | 1,82 м | 11. фебруар 1981.  | Висла Плок       |
| 9  | Никола Манојловић  | средњи бек  | 1,95 м | 1. децембар 1981.  | Кимош Копер      |
| 11 | Алем Тоскић        | пивот       | 1,90 м | 12. фебруар 1982.  | Цеље             |
| 12 | Дарко Станић       | голман      | 1,80 м | 8. октобар 1978.   | Металург Скопље  |
| 13 | Момир Илић         | леви бек    | 2,00 м | 22. децембар 1981. | Кил              |
| 15 | Добривоје Марковић | лево крило  | 1,90 м | 22. април 1986.    | Енкантада        |
| 17 | Рајко Продановић   | десно крило | 1,86 м | 24. април 1986.    | Пик Сегед        |
| 20 | Момир Рнић         | леви бек    | 1,97 м | 1. новембар 1987.  | Гетинген         |
| 22 | Бојан Бељански     | пивот       | 2,00 м | 22. јун 1986.      | Гетинге          |
| 23 | Ненад Вучковић     | средњи бек  | 1,92 м | 23. август 1980.   | Мелсунген        |
| 25 | Далибор Чутура     | средњи бек  | 1,90 м | 14. јун 1975.      | Адемар Леон      |
| 26 | Иван Станковић     | десни бек   | 1,92 м | 27. јун 1982.      | Кретеј           |

- Резервни играч: Жарко Шешум

Селектор: Веселин Вуковић
Група Б
| 29. јул 2012. 16:15 | Шпанија              | 26 : 21  | Србија | Копер бокс Гледалаца: 4.600 Судије: Абрахамсен, Кристијансен (НОР) |
| 29. јул 2012. 16:15 | Сармијенто Мелијан 5 | (10:14)  | Илић 6 | Копер бокс Гледалаца: 4.600 Судије: Абрахамсен, Кристијансен (НОР) |
| 29. јул 2012. 16:15 | 5× 3×                | Извештај | 5× 3×  | Копер бокс Гледалаца: 4.600 Судије: Абрахамсен, Кристијансен (НОР) |

| 31. јул 2012. 16:15 | Србија  | 23 : 31  | Хрватска | Копер бокс Гледалаца: 4.827 Судије: Хорачек, Новотни (ЧЕШ) |
| 31. јул 2012. 16:15 | Вујин 6 | (9:13)   | Чупић 8  | Копер бокс Гледалаца: 4.827 Судије: Хорачек, Новотни (ЧЕШ) |
| 31. јул 2012. 16:15 | 3× 4×   | Извештај | 4× 3×    | Копер бокс Гледалаца: 4.827 Судије: Хорачек, Новотни (ЧЕШ) |

| 2. август 2012. 19:30 | Србија  | 25 : 26  | Данска   | Копер бокс Гледалаца: 4.504 Судије: Гајпел, Хелбиг (НЕМ) |
| 2. август 2012. 19:30 | Вујин 7 | (11:13)  | Хансен 7 | Копер бокс Гледалаца: 4.504 Судије: Гајпел, Хелбиг (НЕМ) |
| 2. август 2012. 19:30 | 7× 3×   | Извештај | 3× 2×    | Копер бокс Гледалаца: 4.504 Судије: Гајпел, Хелбиг (НЕМ) |

| 4. август 2012. 11:15 | Јужна Кореја | 22 : 28  | Србија             | Копер бокс Гледалаца: 4.525 Судије: Бонавентура, Бонавентура (ФРА) |
| 4. август 2012. 11:15 | Јеонг Хан 6  | (10:12)  | Никчевић, Тоскић 5 | Копер бокс Гледалаца: 4.525 Судије: Бонавентура, Бонавентура (ФРА) |
| 4. август 2012. 11:15 | 2× 3×        | Извештај | 1× 6×              | Копер бокс Гледалаца: 4.525 Судије: Бонавентура, Бонавентура (ФРА) |

| 6. август 2012. 09:30 | Мађарска | 26:23    | Србија             | Копер бокс Гледалаца: 4.159 Судије: Абрахамсен, Кристијансен () |
| 6. август 2012. 09:30 | Мочаи 9  | (9:11)   | Илић, Продановић 5 | Копер бокс Гледалаца: 4.159 Судије: Абрахамсен, Кристијансен () |
| 6. август 2012. 09:30 | 3× 4×    | Извештај | 4× 3×              | Копер бокс Гледалаца: 4.159 Судије: Абрахамсен, Кристијансен () |

|              | Ут. | П | Н | И | Г+  | Г-  | ГР  | Бод |
| ------------ | --- | - | - | - | --- | --- | --- | --- |
| Хрватска     | 5   | 5 | 0 | 0 | 150 | 109 | +41 | 10  |
| Данска       | 5   | 4 | 0 | 1 | 124 | 129 | -5  | 8   |
| Шпанија      | 5   | 3 | 0 | 2 | 140 | 126 | +14 | 6   |
| Мађарска     | 5   | 2 | 0 | 3 | 114 | 128 | -14 | 4   |
| Србија       | 5   | 1 | 0 | 4 | 120 | 131 | -11 | 2   |
| Јужна Кореја | 5   | 0 | 0 | 5 | 115 | 140 | -25 | 0   |

## Стони тенис

### Мушкарци
| Такмичар               | Дисциплина  | Квал.              | 1. коло             | 2. коло            | 3. коло            | 4. коло            | Четвртфин.       | Полуфин.         | Финале           | Детаљи |
| Такмичар               | Дисциплина  | Противник Резултат | Противник Резултат  | Противник Резултат | Противник Резултат | Противник Резултат | Прот. Рез.       | Прот. Рез.       | Прот. Рез.       | Детаљи |
| ---------------------- | ----------- | ------------------ | ------------------- | ------------------ | ------------------ | ------------------ | ---------------- | ---------------- | ---------------- | ------ |
| Александар Каракашевић | Појединачно |                    |                     | Д. Цвикл Изг 1 : 4 | Није се пласирао   | Није се пласирао   | Није се пласирао | Није се пласирао | Није се пласирао |        |
| Марко Јевтовић         | Појединачно |                    | Ж. М. Сев Изг 1 : 4 | Није се пласирао   | Није се пласирао   | Није се пласирао   | Није се пласирао | Није се пласирао | Није се пласирао |        |

## Стрељаштво
Закључно са 19. фебруаром 2012. Србија има загарантованих 8 учесника у стрељачким надметањима.

### Мушкарци
| Стрелац           | Дисциплина           | Квалификације | Квалификације | Финале           | Финале           | Пласман | Детаљи |
| Стрелац           | Дисциплина           | Резултат      | Пласман       | Резултат         | Укупно           | Пласман | Детаљи |
| ----------------- | -------------------- | ------------- | ------------- | ---------------- | ---------------- | ------- | ------ |
| Немања Миросављев | МК пушка тростав 50м | 1162          | 23.           | Није се пласирао | Није се пласирао | 23/41   |        |
| Немања Миросављев | Вазд. пушка 10 м     | 591           | 30.           | Није се пласирао | Није се пласирао | 30/47   |        |
| Немања Миросављев | МК пушка 50м лежећи  | 595           | 10.           | Није се пласирао | Није се пласирао | 10/50   |        |
| Андрија Златић    | МК пиштољ 50м        | 564           | 3.            | 91.9             | 655.9            | 6/38    |        |
| Андрија Златић    | Ваздушни пиштољ 10 м | 585           | 3.            | 100,2            | 685,2            |         |        |
| Дамир Микец       | Ваздушни пиштољ 10 м | 578           | 17            | Није се пласирао | Није се пласирао | 17 /44  |        |
| Дамир Микец       | МК пиштољ 50м        | 558           | 16.           | Није се пласирао | Није се пласирао | 16 /38  |        |

### Жене
| Стрелац           | Дисциплина           | Квалификације | Квалификације | Финале            | Финале            | Пласман | Детаљи |
| Стрелац           | Дисциплина           | Резултат      | Пласман       | Резултат          | Укупно            | Пласман | Детаљи |
| ----------------- | -------------------- | ------------- | ------------- | ----------------- | ----------------- | ------- | ------ |
| Андреа Арсовић    | Ваздушна пушка 10м   | 395           | 15.           | Није се пласирала | Није се пласирала | 15/56   |        |
| Андреа Арсовић    | МК пушка тростав 50м | 577           | 27.           | Није се пласирала | Није се пласирала | 27/46   |        |
| Ивана Максимовић  | Ваздушна пушка 10м   | 392           | 37.           | Није се пласирала | Није се пласирала | 37/56   |        |
| Ивана Максимовић  | МК пушка тростав 50м | 590           | 2             | 97,5              | 687,5             |         |        |
| Зорана Аруновић   | Ваздушни пиштољ 10м  | 385           | 5.            | 98,5              | 483,5             | 7/49    |        |
| Зорана Аруновић   | МК пиштољ 25м        | 583           | 8.            | 204,3             | 787,4             | 4/39    |        |
| Бобана Величковић | Ваздушни пиштољ 10м  | 379           | 22.           | Није се пласирала | Није се пласирала | 22/49   |        |
| Јасна Шекарић     | МК пиштољ 25м        | 579           | 18.           | Није се пласирала | Није се пласирала | 18/39   |        |

## Теквондо

### Мушкарци
| Такмичар     | Дисциплина | Група 16           | Четвртфинале       | Полуфинале         | Репесаж полуфинале | Репесаж финале     | Финале             | Место            |
| Такмичар     | Дисциплина | Противник Резултат | Противник Резултат | Противник Резултат | Противник Резултат | Противник Резултат | Противник Резултат | Место            |
| ------------ | ---------- | ------------------ | ------------------ | ------------------ | ------------------ | ------------------ | ------------------ | ---------------- |
| Дамир Фејзић | - до 68 кг | П. Лопез ПОБ 5:3   | М. Стампер ИЗГ 3:8 | Није се пласирао   | Није се пласирао   | Није се пласирао   | Није се пласирао   | Није се пласирао |

### Жене
| Такмичарка       | Дисциплина    | Група 16            | Четвртфинале        | Полуфинале              | Репесаж полуфинале  | Репесаж финале      | Финале              | Место             |
| Такмичарка       | Дисциплина    | Противница Резултат | Противница Резултат | Противница Резултат     | Противница Резултат | Противница Резултат | Противница Резултат | Место             |
| ---------------- | ------------- | ------------------- | ------------------- | ----------------------- | ------------------- | ------------------- | ------------------- | ----------------- |
| Драгана Гладовић | - до 57 кг    | Џ. Џоунс ПОР 1:15   | Није се пласирала   | Није се пласирала       | М. Хамада ПОР 2:15  | Није се пласирала   | Није се пласирала   | Није се пласирала |
| Милица Мандић    | - преко 67 кг | Т. Кровли ПОБ 16:2  | М. Еспиноза ПОБ 6:4 | А. Баришникова ПОБ 11:3 |                     |                     | АК Графе ПОБ 9:7    |                   |

## Тенис
Мушкарци
| Тенисер                            | Дисциплина  | 1. коло                     | 2. коло                                     | 3. коло                                              | Четвртфинале                              | Полуфинале           | Финале                                       | Финале            |
| Тенисер                            | Дисциплина  | Противник Резултат          | Противник Резултат                          | Противник Резултат                                   | Противник Резултат                        | Противник Резултат   | Противник Резултат                           | Пласман           |
| ---------------------------------- | ----------- | --------------------------- | ------------------------------------------- | ---------------------------------------------------- | ----------------------------------------- | -------------------- | -------------------------------------------- | ----------------- |
| Новак Ђоковић (2)                  | Појединачно | Ф. Фоњини Поб 6:7, 6:2, 6:2 | Е. Родик Поб 6:2, 6:1                       | Л. Хјуит Поб 4:6, 7:5, 6:1                           | Ж. Ф. Цонга Поб 6:1, 7:5                  | Е. Мари Изг 5:7, 5:7 | Меч за 3. место Х. М. Дел Потро Изг 5:7, 5:7 | 4.                |
| Јанко Типсаревић (7)               | Појединачно | Д. Налбандијан Поб 6:3, 6:4 | Ф. Печнер Поб 3:6, 6:3, 6:4                 | Џ. Изнер Изг 5:7, 6:7                                | Није се пласирао                          | Није се пласирао     | Није се пласирао                             | Није се пласирао  |
| Виктор Троицки                     | Појединачно | Н. Алмагро Изг 4:6, 6:7     | Није се пласирао                            | Није се пласирао                                     | Није се пласирао                          | Није се пласирао     | Није се пласирао                             | Није се пласирао  |
| Новак Ђоковић Виктор Троицки (8)   | Парови      |                             | Шведска · Брунстром/Линстедт · Изг 6:7, 3:6 | Нису се пласирали                                    | Нису се пласирали                         | Нису се пласирали    | Нису се пласирали                            | Нису се пласирали |
| Јанко Типсаревић Ненад Зимоњић (3) | Парови      |                             | Словачка · Клижан / Лацко · Поб 6:3, 6:3    | Канада · Нестор / Поспишил · Поб 6:4, 6:7(5:7), 11:9 | Француска · Бенето / Гаске · Изг 4:6, 6:7 | Нису се пласирали    | Нису се пласирали                            | Нису се пласирали |

Жене
| Тенисерка         | Дисциплина  | 1. коло                      | 2. коло                 | 3. коло                   | Четвртфинале        | Полуфинале          | Финале              | Финале            |
| Тенисерка         | Дисциплина  | Противница Резултат          | Противница Резултат     | Противница Резултат       | Противница Резултат | Противница Резултат | Противница Резултат | Пласман           |
| ----------------- | ----------- | ---------------------------- | ----------------------- | ------------------------- | ------------------- | ------------------- | ------------------- | ----------------- |
| Ана Ивановић (11) | Појединачно | К. Мекхејл Поб 6:4, 7:5      | Е. Балтача Поб 6:4, 7:6 | К. Клајстерс Изг 3:6, 4:6 | Није се пласирала   | Није се пласирала   | Није се пласирала   | Није се пласирала |
| Јелена Јанковић   | Појединачно | С. Вилијамс (4) Изг 3:6, 1:6 | Није се пласирала       | Није се пласирала         | Није се пласирала   | Није се пласирала   | Није се пласирала   | Није се пласирала |

Мешовито
| Тенисери                   | Дисциплина      | 1. коло                                  | 2. коло             | Четвртфинале        | Полуфинале          | Финале              | Финале            |
| Тенисери                   | Дисциплина      | Противници Резултат                      | Противници Резултат | Противници Резултат | Противници Резултат | Противници Резултат | Пласман           |
| -------------------------- | --------------- | ---------------------------------------- | ------------------- | ------------------- | ------------------- | ------------------- | ----------------- |
| Ана Ивановић Ненад Зимоњић | Мешовити парови | Индија · С. Мирза/Л. Паес · Изг 3:6, 1:6 | Нису се пласирали   | Нису се пласирали   | Нису се пласирали   | Нису се пласирали   | Нису се пласирали |

## Џудо
| Џудиста            | Дисциплина | 1. коло            | 1/8 финала         | 1/4 финала         | Полуфинале         | Финале             | Репесаж 1          | Репесаже 1/4 финале | Репесаж полуфинале | Борба за бронзу    | Поз. |
| Џудиста            | Дисциплина | Противник Резултат | Противник Резултат | Противник Резултат | Противник Резултат | Противник Резултат | Противник Резултат | Противник Резултат  | Противник Резултат | Противник Резултат | Поз. |
| ------------------ | ---------- | ------------------ | ------------------ | ------------------ | ------------------ | ------------------ | ------------------ | ------------------- | ------------------ | ------------------ | ---- |
| Дмитри Герасименко | − 90 кг    | К. Коне Поб        | Е. Гонзалез Изг    | Није се пласирао   | Није се пласирао   | Није се пласирао   | Није се пласирао   | Није се пласирао    | Није се пласирао   | Није се пласирао   |      |